# NGC 5891
NGC 5891 é uma galáxia espiral (Sbc) localizada na direcção da constelação de Libra. Possui uma declinação de -11° 29' 38" e uma ascensão recta de 15 horas, 16 minutos e 13,2 segundos.
A galáxia NGC 5891 foi descoberta em 1886 por Frank Leavenworth.